# Oaracta
Oaracta is een geslacht van vlinders van de familie spanners (Geometridae), uit de onderfamilie Ennominae.

## Soorten
- O. auricincta Walker, 1862
- O. maculata (Warren, 1897)
- O. neophronaria (Oberthür, 1912)